# 山井飛翔
山井 飛翔（やまい つばさ、2004年〈平成16年〉12月31日 - ）は、日本の歌手、俳優、タレント。ジュニア内男性アイドルグループ・少年忍者のメンバー。
神奈川県出身。STARTO ENTERTAINMENT所属。

## 来歴
2018年6月23日にジャニーズ事務所に入所。少年忍者のメンバーとして活動する。

## 人物
趣味は睡眠、映画鑑賞、謎解き、ゲーム。特技はダンス、バトン、水泳

## 出演

### テレビドラマ
- 死役所 第4話（2019年10月17日、テレビ東京） - 智也 役[2]

### 映画
- 東西ジャニーズJr. ぼくらのサバイバルウォーズ（2022年4月1日公開） - 松山 役[3]

### 舞台
- 劇団TEAM-ODAC第43回本公演『ダルマ』（2024年7月3日 - 7日、こくみん共済coopホール/スペース・ゼロ）[4]
- もしも彼女が関ヶ原を戦ったら（2025年2月16日 - 24日〈予定〉、IMM THEATER） - 小早川秀秋 役[5]

### イベント
- 駆アガル！～あべこべ男子に憧れて〜（2025年3月22日・23日、ぴあアリーナMM）[6]